# Mănăstirea Golia

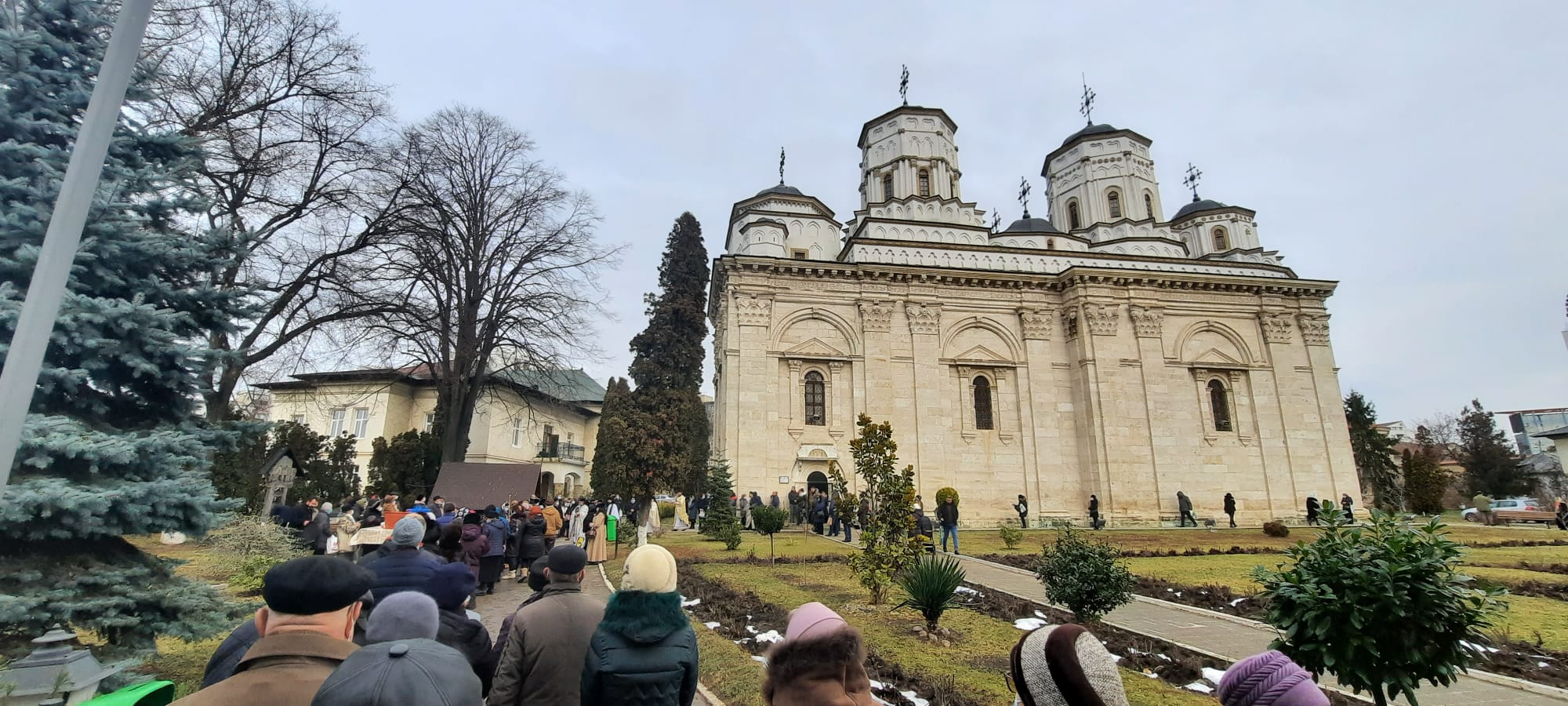
Credincioși vizitând in ziua de Bobotează, 6 ianuarie 2022

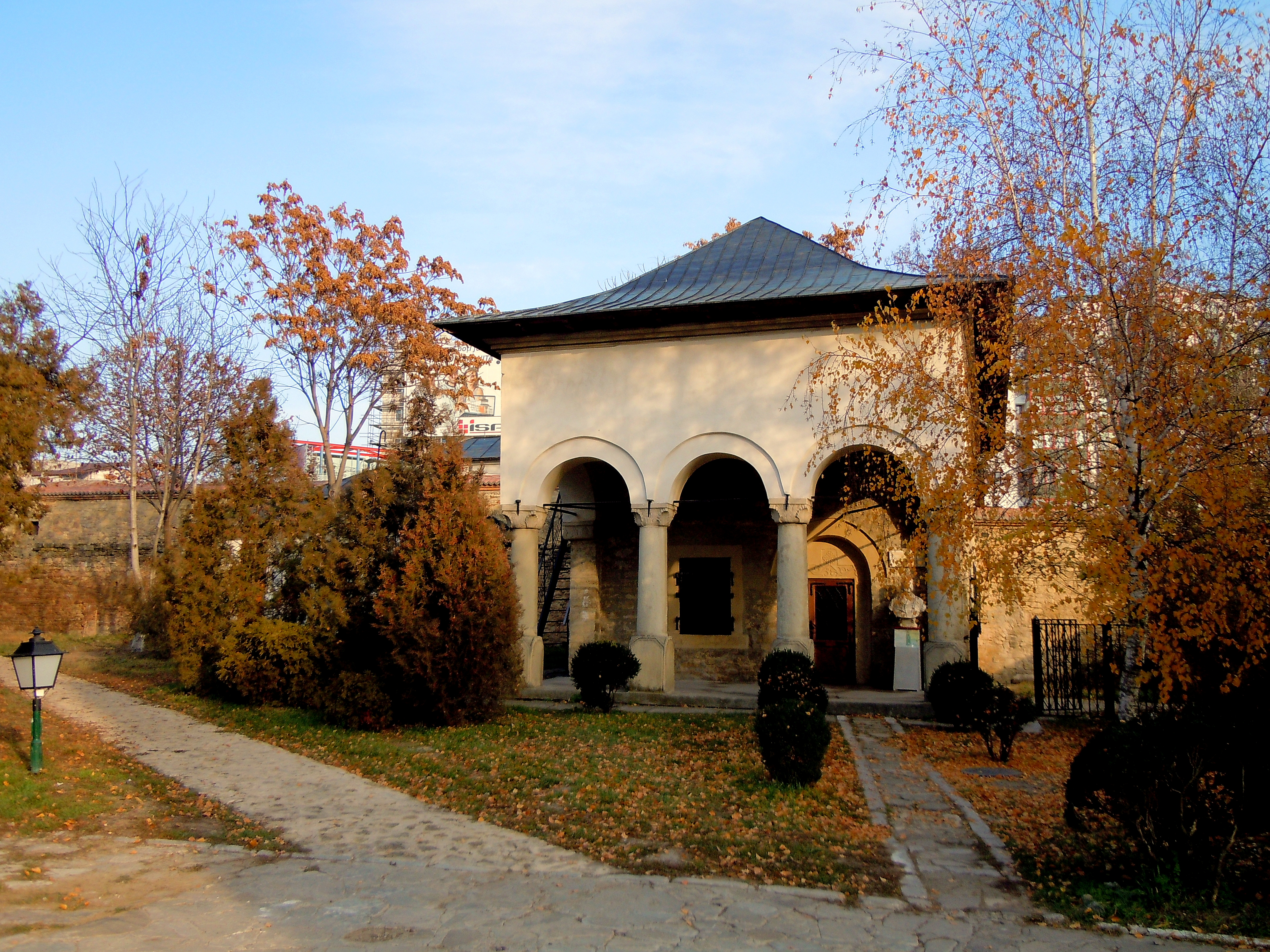
Casa în care a locuit Ion Creangă

Mănăstirea Golia este un lăcaș de cult important în orașul Iași, numit după marele logofăt Ioan Golia, primul ctitor. Se află în Târgul Cucu. Hramul mănăstirii este „Înălțarea Domnului”.

## Arhitectura
Așezământul ecleziastic de la Golia se prezintă ca o fortăreață tipic medievală. Despre vechea biserică, de care este legat numele familiei Golia, nu se știu prea multe date cu privire la arhitectură, cert fiind faptul că a fost ridicată în secolul al XVI-lea. Denumirea Golia vine de la marele logofăt al Moldovei Ioan Golăi (Golia) care, în jurul anului 1550, a ctitorit o „bisericuce de piatră” pe locul unde a existat o biserică de lemn. Actuala biserică a lui Vasile Lupu, refăcută între anii 1650-1653 și terminată în 1660 de fiul său Ștefăniță, se deosebește în totalitate de specificul bisericilor ortodoxe moldovenești, atât ca formă de construcție cât și ca arhitectură. Biserica actuală reprezintă o îmbinare de stiluri, îndeosebi renascentist și bizantin, construcție realizată într-un moment de realizare a Renașterii târzii în Principatele Române. Planul exterior este rectangular, cu ziduri înalte, care se sprijină pe epifaștri, de factură corintică, de peste 12 metri înălțime, ancorați într-o cornișă.
Cornișa este depășită de o compoziție unică, acoperișul fiind străjuit de șapte turle, unicat ca model, dar diferențiate între ele, ceea ce atestă, supoziția că au fost realizate treptat, în etape diferite, influențate și de restaurări. Înălțimea totală a bisericii este de circa 30 de metri, lungimea de 40 de metri și lățimea de 13 metri. Accesul spre biserică se realizează printr-un pridvor, în partea de apus, prevăzut cu două uși laterale, spre nord și sud. Interiorul este de factură bizantină, trilobat: pronaos, naos și altar. Deasupra pridvorului se află cafasul, care lasă vederea să treacă spre pronaos pe sub arcade, impunătoare prin forma lor. Trecerea dinspre pronaos spre naos se realizează printre două coloane puternice, de asemenea cu arcade pe trei spații, formate împreună cu zidurile laterale, iar la partea superioară apare un zid despărțitor, amintind vechiul stil. În partea de început, naosul cuprinde un spațiu, specific unei camere tombale, dat fără o destinație ulterioară în acest sens, mormintele, cu personalități mai de seamă, fiind poziționate în pronaos. În a doua sa parte naosul se lărgește făcând loc celor două abside, care dau forma de cruce, tipic ortodoxă, pentru interior.
Mănăstirea este înconjurată de un zid înalt, prevăzut la colțuri cu turle ridicate în 1667 și un turn-clopotniță refăcut la 1900. Zidurile de incintă au o înălțime de 9 m și o grosime de peste 1 m, cu un brâu de sprijin în interior, pe care cândva se patrula.
În incintă se mai păstrează astăzi o casă cu coloane din secolul al XVIII-lea, unde a locuit temporar și Ion Creangă cât a fost diacon la Golia. Aproape de turn se află și o cișmea din vremea lui Alexandru Moruzi.

## Galerie foto

### Turnul și dependințe
Turnul Goliei are o înălțime de 30 metri. Vizitatorul care dorește să aibă o panoramă a orașului trebuie să urce cele 120 de trepte. Cu baza pătrată de 5 metri pe laturi, un parter, două caturi boltite, o încăpere a clopotelor, o galerie superioară și terase, turnul este unul dintre simbolurile Iașiului.

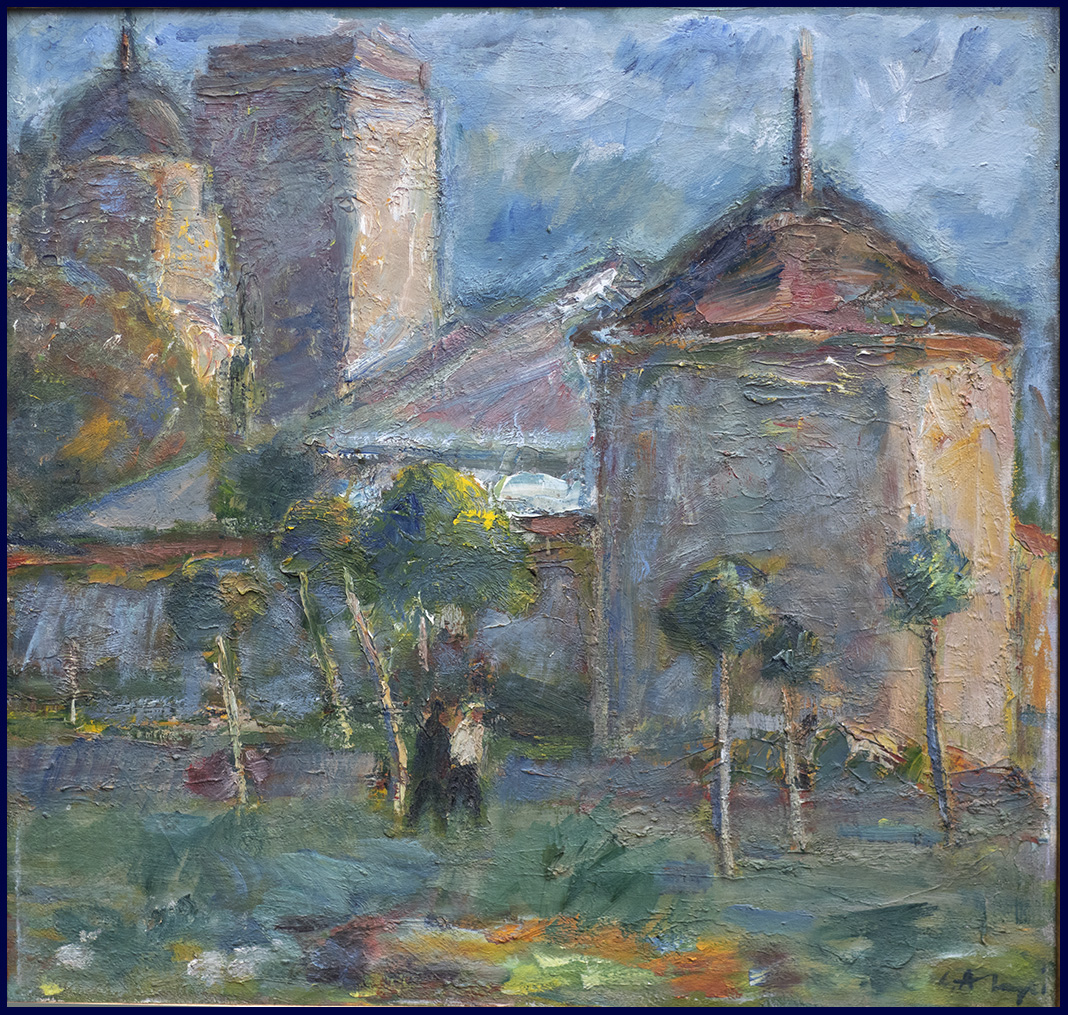
Turnul Clopotniță
Turnul Clopotniță
Turnul Clopotniță
Vedere din turn spre Biserica Bărboi
Detaliu
Cișmeaua de lângă turn (anul 1800)